# ایمتیت
ایمتیت (به انگلیسی: Imetit) با فرمول شیمیایی C۶H۱۰N۴S یک ترکیب شیمیایی با شناسه پاب‌کم ۳۶۹۲ است. که جرم مولی آن ۱۷۰٫۲۳۵۴ g/mol می‌باشد.